# Nus sueu

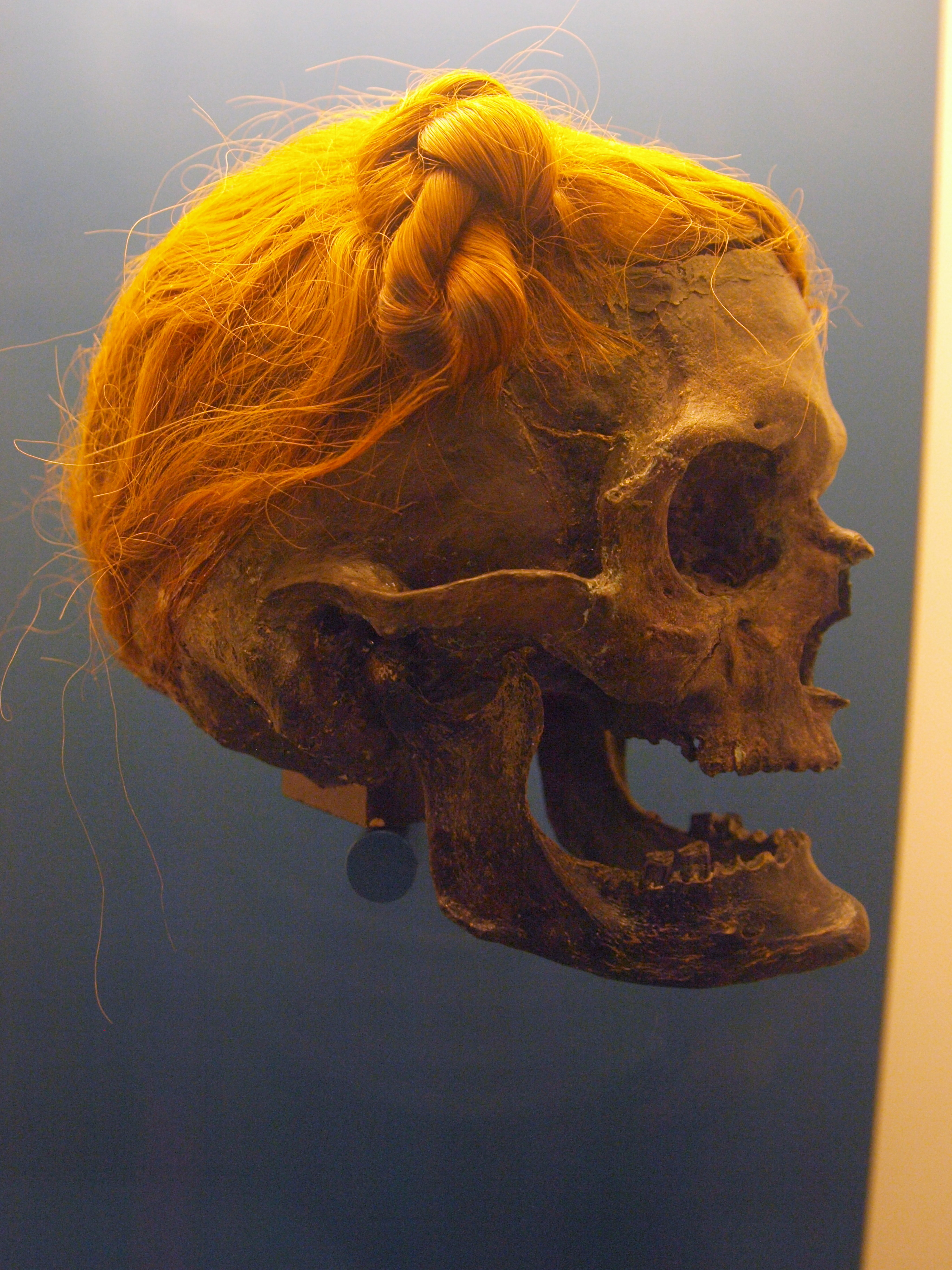
Crani de l'home d'Osterby, trobat a la localitat del mateix nom, amb un nus sueu al cabell

El nus sueu (alemany: Suebenknoten) és un pentinat masculí històric atribuït al poble germànic dels sueus. El nus es descriu a l'obra de Tàcit, Germània (segle i), i es troba en representacions d'art dels pobles germànics. Alguns d'aquests tipus de pentinat han estat trobats en caps de cossos dels pantans.

## Alemanya
Segons Tàcit, els guerrers sueus es pentinaven els cabells cap enrere o de costat, i es feien un nus, a manera de monyo, probablement per tal de semblar més alts i intimidar en el camp de la batalla. Tàcit també relatà que la moda es va estendre entre tribus germàniques veïnes, especialment entre els guerrers més joves, mentre que entre els sueus també se'l feien homes d'edat avançada i nobles com a símbol d'estatus, ja que "distingia els homes lliures dels esclaus" i, quan més elaborat era, més poder representava.

## Registres arqueològics
Els nusos sueus van ser trobats a les mòmies dels pantans a Osterby i Dätgen, unes ciutats prop del districte de Rendsburg-Eckernförde, a Schleswig-Holstein, Alemanya. L'any 2000, prop de Lębork, Pomerània, a la costa polonesa de Mar Bàltic, es va trobar un calder de bronze en el que es representaven els homes adornats amb nusos sueus.

## Iconografia
Alguns baixos relleus antics es van trobar a la Columna de Trajà, a la caldera de Mušov, al Tropaeum Traiani, al sarcòfag de Portonaccio i a una escultura de bronze d'un guerrer germànic de genolls a la Biblioteca Nacional de França.

## Galeria d'imatges

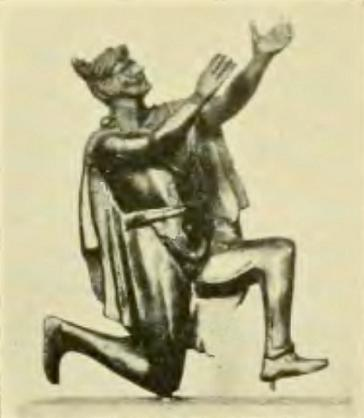
Figura romana de bronze que representa un guerrer germànic pregant, amb un nus sueu (Biblioteca Nacional de França, París).
Nus sueu representat a l'escut d'Osterby, Schleswig-Holstein, al nord d'Alemanya
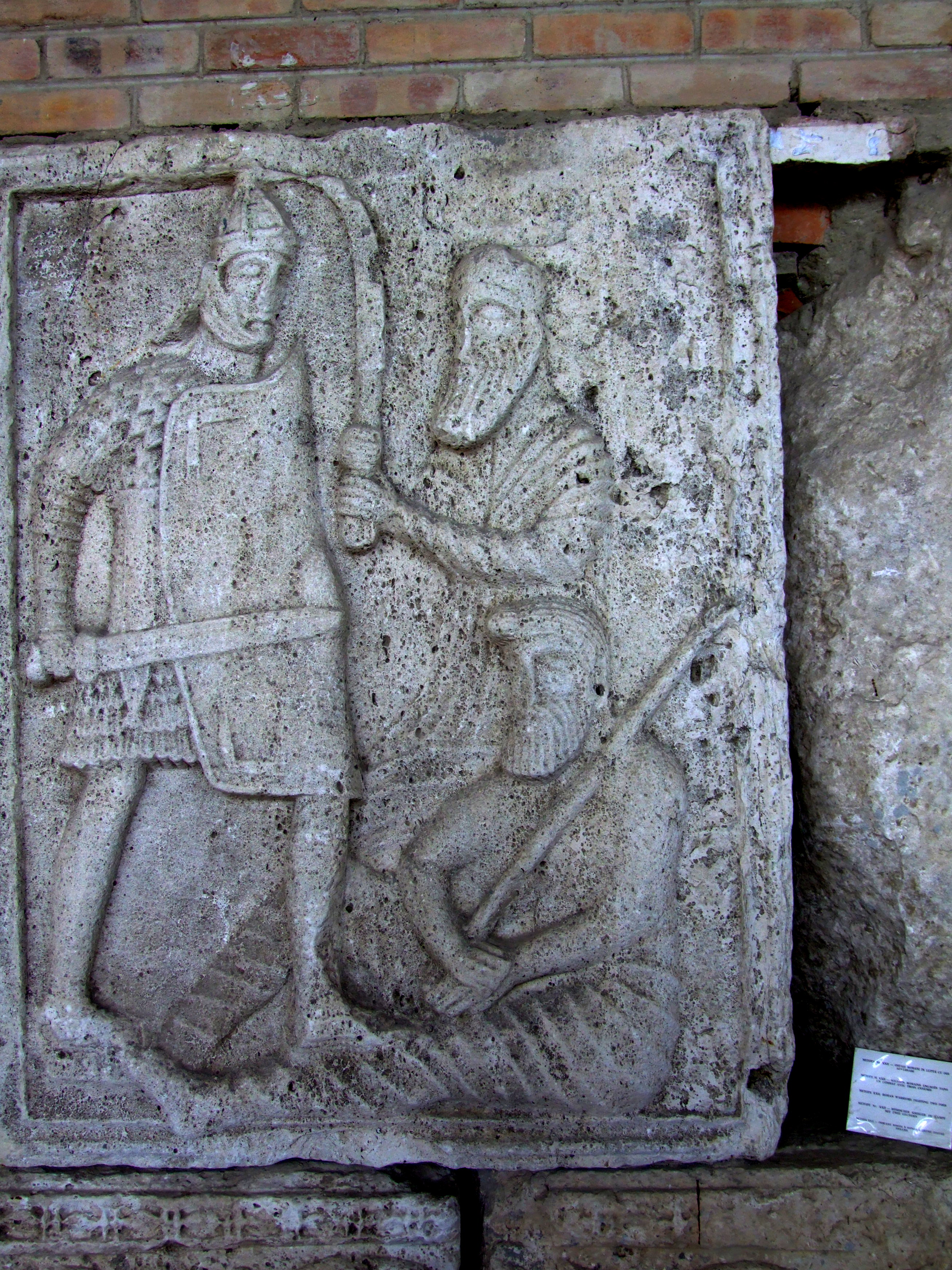
Detall del Tropaeum Traiani, on un guerrer buri, al terra, porta un nus sueu